# Светлогорский район (Гомельская область)
Светлогорский район (бел. Светлагорскі раён; до 1961 года — Паричский район) — административно-территориальная единица в Гомельской области Республики Беларусь. Административный центр — город Светлогорск.
Численность населения — 74 708 человек (на 1 января 2025 года).

## Административное устройство
На территории района 8 сельсоветов:
- Боровиковский
- Давыдовский
- Красновский
- Николаевский
- Осташковичский
- Паричский
- Сосновоборский
- Чирковичский

Упразднённые сельсоветы:
- Козловский
- Печищанский
- Полесский

## География
Расположен на севере области, на равнине Гомельское Полесье, северная часть — на Центрально-Березинской равнине. Площадь составляет 1899,91 км² (11-е место). Граничит со Жлобинским, Речицким, Калинковичским, Октябрьским районами Гомельской области и с Бобруйским районом Могилёвской области.
Климат — умеренно-континентальный. Основные реки — Березина и её притоки Ола, Сведь и Жердянка, а также Ипа — приток Припяти. В районе расположено Светлогорское водохранилище. Имеются месторождения нефти, торфа, легкоплавкой глины, строительного песка, каменной соли (Давыдовское месторождение).

### Экология
Светлогорск считается одним из наиболее неблагоприятных городов в Республике Беларусь по состоянию экологии. В 2017—2018 году участились жалобы местных жителей на качество атмосферного воздуха. Осложнение экологической ситуации местные жители связывают со строительством в 2 км от городской черты и в 500 м от деревни Якимова Слобода нового завода белёной сульфатной целлюлозы китайскими компаниями. В 2012 году горожане собрали 10 тысяч подписей против строительства этого завода. Предприятие было введено в эксплуатацию в конце 2017 года, после чего местные жители начали жаловаться на неприятный запах, удушье, тошноту, першение в горле, рвоту. Местные власти и представители завода подтвердили факт выбросов, но назвали их временными и связали с вынужденной наладкой оборудования в процессе выхода на проектную мощность. При этом подчёркивалось, что в пробах воздуха не было обнаружено превышение предельно допустимых концентраций загрязняющих веществ. По расчётам Белорусского научно-исследовательского центра «Экология», в жилой зоне города концентрации сероводорода, аммиака, формальдегида не должны превышать предельно допустимые концентрации, оставаясь на уровне 0,6-0,96 ПДК (60 %—96 % от допустимого уровня).
Помимо ввода в эксплуатацию завода белёной сульфатной целлюлозы, в городе ведётся реконструкция Светлогорской ТЭЦ с перспективой замены дорогостоящего импортного топлива местным торфом, в процессе сжигания которого образуется и выпадает на землю зола.

## Геральдика
Изображение герба и флага утверждены решением Светлогорского городского Совета депутатов от 28 июня 2000 года № 41, положения о них – городским исполнительным комитетом 27 сентября 2000 года № 531.
Герб и флаг зарегистрированы в Гербовом матрикуле 22 сентября 2000 года № 43.

## История
По описи 1639 года известен Паричский двор — территория, включавшая в себя бо́льшую часть современного Светлогорского района, в том числе село Шатиловичи (ныне г. Светлогорск). Центром Паричского двора было с. Паричи (теперь городской посёлок). Паричский двор находился в составе Бобруйского староства, входившего в Речицкий повет Минского воеводства Великого княжества Литовского, Русского и Жемойтского, Речь Посполитая.
В описи 1684 года имеется Паричское войтовство Бобруйского староства.
После 22 июля 1793 года, в результате II раздела Речи Посполитой и включения Минского воеводства в Российскую империю, образована Паричская волость Бобруйского уезда Минской губернии (в 1795—1796 гг. — Минское наместничество).
С 1 января 1919 года — в Белорусской Советской Социалистической Республике, с 27 февраля 1919 года — в Литовско-Белорусской Советской Социалистической Республике, с 31 июля 1920 — вновь в БССР (входившей с 30 декабря 1922 года до 26 декабря 1991 года в СССР, с 19 сентября 1991 года — Республика Беларусь).
В 1921 году Минская губерния была упразднена, а её уезды (в том числе Бобруйский) стали входить непосредственно в БССР. 20 августа 1924 года волости и уезды упразднены.
17 июля 1924 года образован Паричский район, который входит в Бобруйский округ (существовал до 26 июля 1930 года). 8 июля 1931 года району переданы 4 сельсовета Озаричского района, ещё один 1 сельсовет этого же района. 12 февраля 1935 года 5 сельсоветов были переданы Домановичскому району. 5 апреля 1935 года к району присоединён один сельсовет Речицкого района. 28 июня 1939 года в состав Октябрьского района передано 4 сельсовета.
С 20 февраля 1938 года район входил в Полесскую, с 20 апреля 1944 года — в Бобруйскую, с 8 января 1954 года — в Гомельскую область.
20 января 1960 года в состав Паричского района из упразднённого Домановичского района переданы 3 сельсовета (Давыдовский, Осташковичский, Полесский) и рабочий посёлок Сосновый Бор.
9 июня 1960 года центр района перенесён в г. п. Шатилки, 29 июля 1961 года городской посёлок Шатилки преобразован в город районного подчинения Светлогорск, а Паричский район переименован в Светлогорский. 
25 декабря 1962 года к району присоединена большая часть упразднённого Октябрьского района, а два сельсовета переданы из состава Светлогорского района в Жлобинский район. 30 июля 1966 года Октябрьский район повторно образован, ему передано 8 сельсоветов. 
1 декабря 1966 года к Светлогорску была присоединена железнодорожная станция Шатилки, а 10 июля 1975 года — д. Светоч Чирковичского сельсовета (до 4 декабря 1964 года — Какаль). 
4 января 2002 года Светлогорский район и город Светлогорск объединены в одну административно-территориальную единицу — Светлогорский район с административным центром город Светлогорск.
В 2019 году деревня Расова Чирковичского сельсовета упразднена, территория включена в черту города Светлогорск.

## Демография
Численность населения — 74 708 человек (на 1 января 2025 года), в том числе городское — 65 397 человек (Светлогорск — 61 812 человек, Паричи — 1 783 человек, Сосновый Бор — 1 802 человек), сельское — 9 311 человек.
Численность населения района — 76 793 человек, в том числе в городских условиях проживают 66 901 человек (Светлогорск — 63 202 человек, Паричи — 1 839 человек, Сосновый Бор — 1 860 человек), в сельских — 9 892 человек (на 1 января 2023 года). В районе 104 населённых пункта, в том числе 3 городских и 101 сельский.
На 1 января 2018 года 17,7 % населения района были в возрасте моложе трудоспособного, 53,6 % — в трудоспособном возрасте, 28,7 % — в возрасте старше трудоспособного. Средние показатели по Гомельской области — 18,3 %, 56,6 % и 25,1 % соответственно.
Коэффициент рождаемости в районе в 2017 году составил 10,5 на 1000 человек (один из самых низких в области), коэффициент смертности — 15,1. Всего в 2017 году в районе родилось 882 и умерло 1263 человека. Средние показатели рождаемости и смертности по Гомельской области — 11,3 и 13 соответственно, по Республике Беларусь — 10,8 и 12,6 соответственно. Сальдо миграции отрицательное (в 2017 году из района уехало на 974 человека больше, чем приехало — в абсолютном выражении самый высокий показатель в области).
В 2017 году в районе было заключено 545 браков (6,5 на 1000 человек) и 303 развода (3,6 на 1000 человек; самый высокий показатель в области). Средние показатели по Гомельской области — 6,9 браков и 3,2 развода на 1000 человек, по Республике Беларусь — 7 и 3,4 соответственно.
| Численность населения | Численность населения | Численность населения | Численность населения | Численность населения | Численность населения | Численность населения | Численность населения |
| 1970                  | 1979                  | 1989                  | 1996                  | 2000                  | 2001                  | 2002                  | 2003                  |
| --------------------- | --------------------- | --------------------- | --------------------- | --------------------- | --------------------- | --------------------- | --------------------- |
| 78 103                | ▲91 421               | ▲96 592               | ▲99 700               | ▼98 060               | ▼97 805               | ▼97 007               | ▼96 141               |
| 2004                  | 2005                  | 2006                  | 2007                  | 2008                  | 2009                  | 2010                  | 2011                  |
| ▼65 404               | ▼64 395               | ▼93 558               | ▼92 585               | ▼91 480               | ▼90 849               | ▼89 795               | ▼88 860               |
| 2012                  | 2013                  | 2014                  | 2015                  | 2016                  | 2017                  | 2018                  | 2019                  |
| ▼ 87 877              | ▼87 004               | ▼86 161               | ▼85 492               | ▼85 432               | ▼84 555               | ▼83 200               | ▼82 243               |
| 2020                  | 2021                  | 2022                  | 2023                  | 2024                  | 2025                  |                       |                       |
|                       |                       |                       | ▼76 793               |                       | ▼74 708               |                       |                       |

| Национальный состав по переписи населения 2009 года | Национальный состав по переписи населения 2009 года | Национальный состав по переписи населения 2009 года |
| Народ                                               | Численность                                         | %                                                   |
| --------------------------------------------------- | --------------------------------------------------- | --------------------------------------------------- |
| Белорусы                                            | 79 868                                              | 88,62 %                                             |
| Русские                                             | 7822                                                | 8,68 %                                              |
| Украинцы                                            | 1556                                                | 1,73 %                                              |
| Поляки                                              | 244                                                 | 0,27 %                                              |
| Цыгане                                              | 85                                                  | 0,09 %                                              |
| Евреи                                               | 49                                                  | 0,05 %                                              |
| Татары                                              | 48                                                  | 0,05 %                                              |
| Молдаване                                           | 43                                                  | 0,05 %                                              |
| Армяне                                              | 33                                                  | 0,04 %                                              |
| Немцы                                               | 23                                                  | 0,03 %                                              |
| Узбеки                                              | 21                                                  | 0,02 %                                              |
| Азербайджанцы                                       | 16                                                  | 0,02 %                                              |
| Литовцы                                             | 13                                                  | 0,01 %                                              |
| Болгары                                             | 12                                                  | 0,01 %                                              |
| Чуваши                                              | 12                                                  | 0,01 %                                              |
| Грузины                                             | 10                                                  | 0,01 %                                              |

По переписи 1959 года, в Паричском районе проживало 43 575 белорусов, 4657 русских, 959 поляков, 511 украинцев, 497 евреев, а также представители других национальностей.

## Экономика

### Промышленность
Предприятия нефтедобывающей, химической, машиностроительной, деревообрабатывающей, целлюлозно-бумажной, строительных материалов, пищевой промышленности, теплоэлектроцентраль и др.
Крупнейшие предприятия расположены в районном центре — Светлогорский целлюлозно-картонный комбинат и СветлогорскХимволокно.
В 15 км южнее Светлогорска в посёлке Сосновый Бор расположен Светлогорский машиностроительный завод.

### Сельское хозяйство
Сельское хозяйство специализируется на животноводстве, выращивании зерновых, кормовых культур и картофеля.
В 2017 году в сельскохозяйственных организациях под зерновые и зернобобовые культуры было засеяно 17 635 га пахотных земель, под кормовые культуры — 25 978 га. В 2016 году было собрано 37,9 тыс. т зерновых и зернобобовых, в 2017 году — 39 тыс. т (урожайность — 27,5 ц/га в 2016 году и 22,1 ц/га в 2017 году). Средняя урожайность зерновых в Гомельской области в 2016—2017 годах — 30,1 и 28 ц/га, в Республике Беларусь — 31,6 и 33,3 ц/га.
На 1 января 2018 года в сельскохозяйственных организациях района (без учёта личных хозяйств населения и фермеров) содержалось 35,4 тыс. голов крупного рогатого скота, в том числе 10,6 тыс. коров, а также 13,4 тыс. свиней и 465,9 тыс. голов птицы. В 2017 году было произведено 14 тыс. т мяса в живом весе и 54,8 тыс. т молока при среднем удое 5474 кг (средний удой с коровы по сельскохозяйственным организациям Гомельской области — 4947 кг в 2017 году).

## Транспорт
Через район проходят железная дорога Жлобин — Калинковичи, автомобильные дороги Бобруйск — Калинковичи и Октябрьский — Паричи — Речица. Автобусные станции — в Светлогорске и Паричах. Судоходство по Березине; в Паричах — паромная переправа.

## Здравоохранение
В 2017 году в учреждениях Министерства здравоохранения Республики Беларусь насчитывалось 234 практикующих врача (28,1 в пересчёте на 10 тысяч человек; средний показатель по Гомельской области — 39,3, по Республике Беларусь — 40,5) и 827 средних медицинских работников. Число больничных коек в лечебных учреждениях района — 657 (в пересчёте на 10 тысяч человек — 79; средний показатель по Гомельской области — 86,4, по Республике Беларусь — 80,2).

## Образование
В 2017 году в районе действовало 36 учреждений дошкольного образования (включая комплексы «детский сад — школа») с 3,7 тыс. детей. В 2017/2018 учебном году действовало 28 учреждений общего среднего образования, в которых обучалось 8,7 тыс. учеников. Учебный процесс в школах обеспечивали 1019 учителей, на одного учителя в среднем приходилось 8,5 учеников (среднее значение по Гомельской области — 8,6, по Республике Беларусь — 8,7).

## Культура
В Светлогорске функционируют:

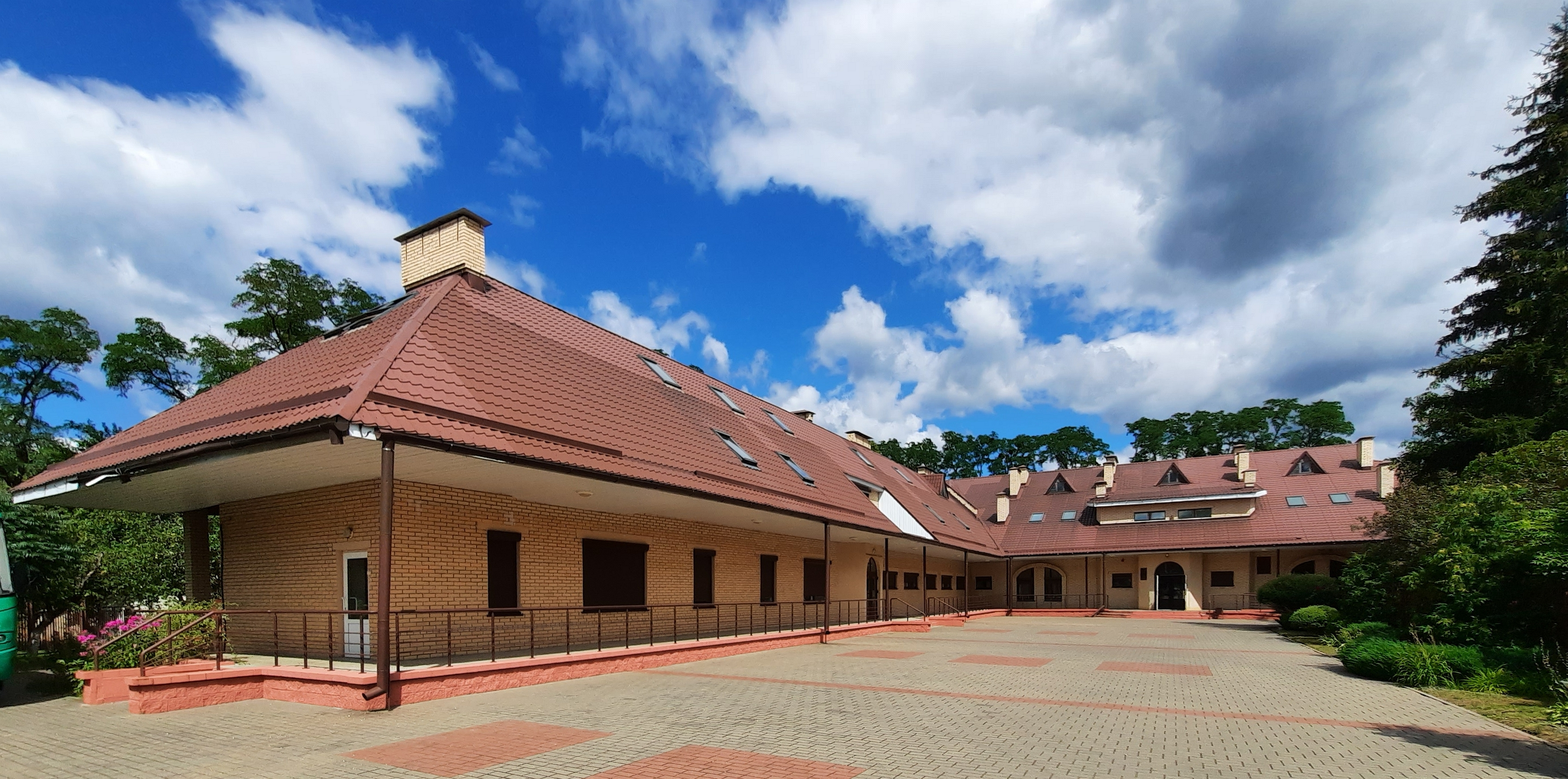
Светлогорский историко-краеведческий музей

- Государственное учреждение культуры «Светлогорская районная сеть библиотек»
- Светлогорский Центр культуры
- Дом культуры энергетиков
- Государственное учреждение культуры «Светлогорский центр народного творчества»
- Молодёжный ресурсный центр на базе редакции издания «Светлагорскiя навiны»
- Светлогорский центр технического творчества

### Музеи

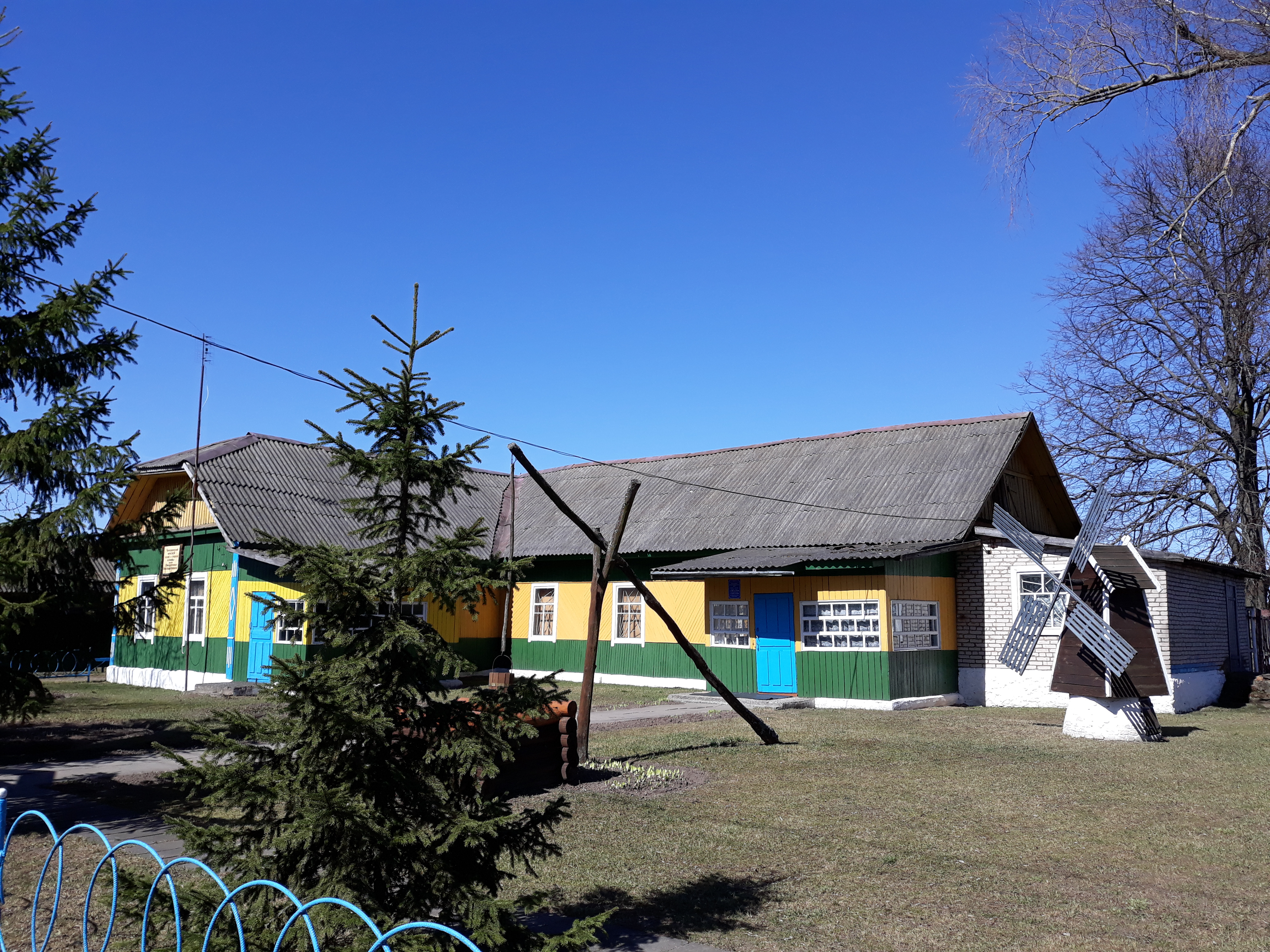
Музей боевой и трудовой славы в Чирковичи

- Картинная галерея «Традыцыя» имени Германа Михайловича Прянишникова[38]
- Государственное учреждение культуры «Светлогорский историко-краеведческий музей»[39]
  - Филиал «Памятный знак в честь операции «Багратион» времён Великой Отечественной войны»[40] — государственное учреждение культуры «Светлогорский историко-краеведческий музей»
  - Музей боевой и трудовой славы имени А. К. Пищалова — филиал Светлогорского историко-краеведческого музея (расположен в агр. Чирковичи)
  - Филиал музея «Мемориальный комплекс «Ола». Урочище Ола Чирковичского сельсовета
- Музей Военно-морского флота в Светлогорск
- Музей боевой и трудовой славы

- Музей игрушки стран мира при филиале «Городская детская библиотека № 3»[41]
- Уголок японской культуры при филиале «Детская районная сеть библиотек»[41]
- Дом ремёсел
- Музей черепах в г. п. Паричи

В урочище Ола Чирковичского сельсовета Светлогорского района расположен Мемориальный комплекс «Ола».
Мемориальный комплекс «Ола» был открыт 21 июня 2020 года. Символический центр мемориала представлен братской могилой и высокой стелой-обелиском, осенённой крестом и набатным колоколом. Рядом в звоннице размещены двенадцать колоколов, лишённые языков. Они обречены на вечное молчание в знак скорби и памяти о жителях двенадцати деревень. В этом списке Чирковичи, Здудичи, Ола, Ракшин, Рудня, Искра, Светоч, Дедное, Коротковичи, Плесовичи, Сельное, Мормаль. В мемориальной зоне высажены яблони особого сорта «Ола». У этих деревьев красноватый ствол, красные плоды, и даже оттенок цветов отливает красным. На территории комплекса разместилось десять гранитных валунов с рельефными изображениями. Высеченные в камне сюжеты посвящены сконцентрированной здесь трагедии двенадцати Хатыней.

## События и мероприятия

### Мероприятия
- Научно-практическая конференция «Шатилковские чтения» в Светлогорск

## Достопримечательность
- Памятник Роману Шатиле — основателю острова Шатилинского (Шатиловичей, Шатилок), из которого родился и вырос современный Светлогорск
- Спасо-Преображенская церковь в Светлогорск
- Костёл Воздвижения Святого Креста в Светлогорск
- Композиция на набережной Березины в Светлогорск
  - Памятный знак «Братство четырёх флотов»
  - Полномасштабная модель бронекатера БК, который стоял на вооружении Днепровской военной флотилии в годы Великой Отечественной войны
- Церковь «Двенадцать святых праведных апостолов» в Чирковичи
- Деревянная ветряная мельница (XIX век) в Миколин Остров
- Памятник «Скорбящая мать» в Хутор
- Памятный знак в честь операции «Багратион» времён Великой Отечественной войны. Расположен на 71 км Республиканской трассы Р-31 «Бобруйск-Мозырь» у деревни Раковичи Николаевского сельсовета Светлогорского района. Музейный комплекс открыт 21 июня 2014 года и включает: памятный знак, часовню, окопы, блиндажи, образцы военной техники и вооружения. На дубовых гатях установлен легендарный советский танк ИС-3 и дивизионная пушка Д-44 (85 мм)
- Мемориальный комплекс «Колокол» в Светлогорск
- В урочище Ола Чирковичского сельсовета расположен Мемориальный комплекс «Ола»[42].
- Памятный знак С. М. Некрашевичу в Даниловке (1993), на месте бывшего фольварка Некрашевичей.
- Храм Успения Пресвятой Богородицы в Узнаж

### Памятник природы, заказник
- Республиканский биологический заказник «Чирковичский[бел.]» (расположен на территории Чирковичского сельсовета)
- Республиканский ландшафтный заказник «Выдрица» (расположен в пределах Светлогорского и Жлобинского районов)
- Заказник местного значения «Великий Мох»
- Заказник местного значения «Кучинский Мох»

### Туризм
Расположен ряд экологических маршрутов.

## Наследие
- Здудичский каменный крест (расположен в храме г. п. Паричи)
- На месте д. Королева Слобода-2 (Красновский сельсовет) в XVII в. существовал город Казимир, имевший Магдебургское право —  Историко-культурная ценность Республики Беларусь, шифр 313В000881
- Королёвослободский камень с крестом. Расположен в Светлогорске на территории историко-краеведческого музея.

## Галерея

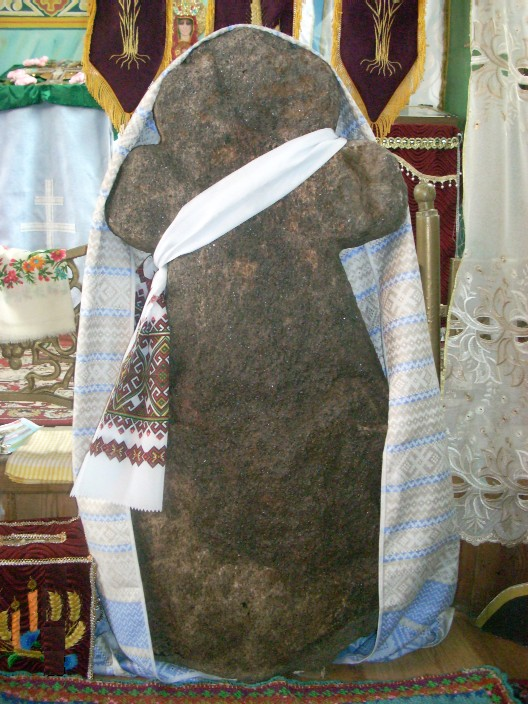
Здудичский каменный крест
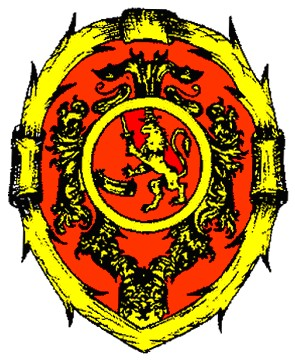
Герб г. Казимир, 1643 г.
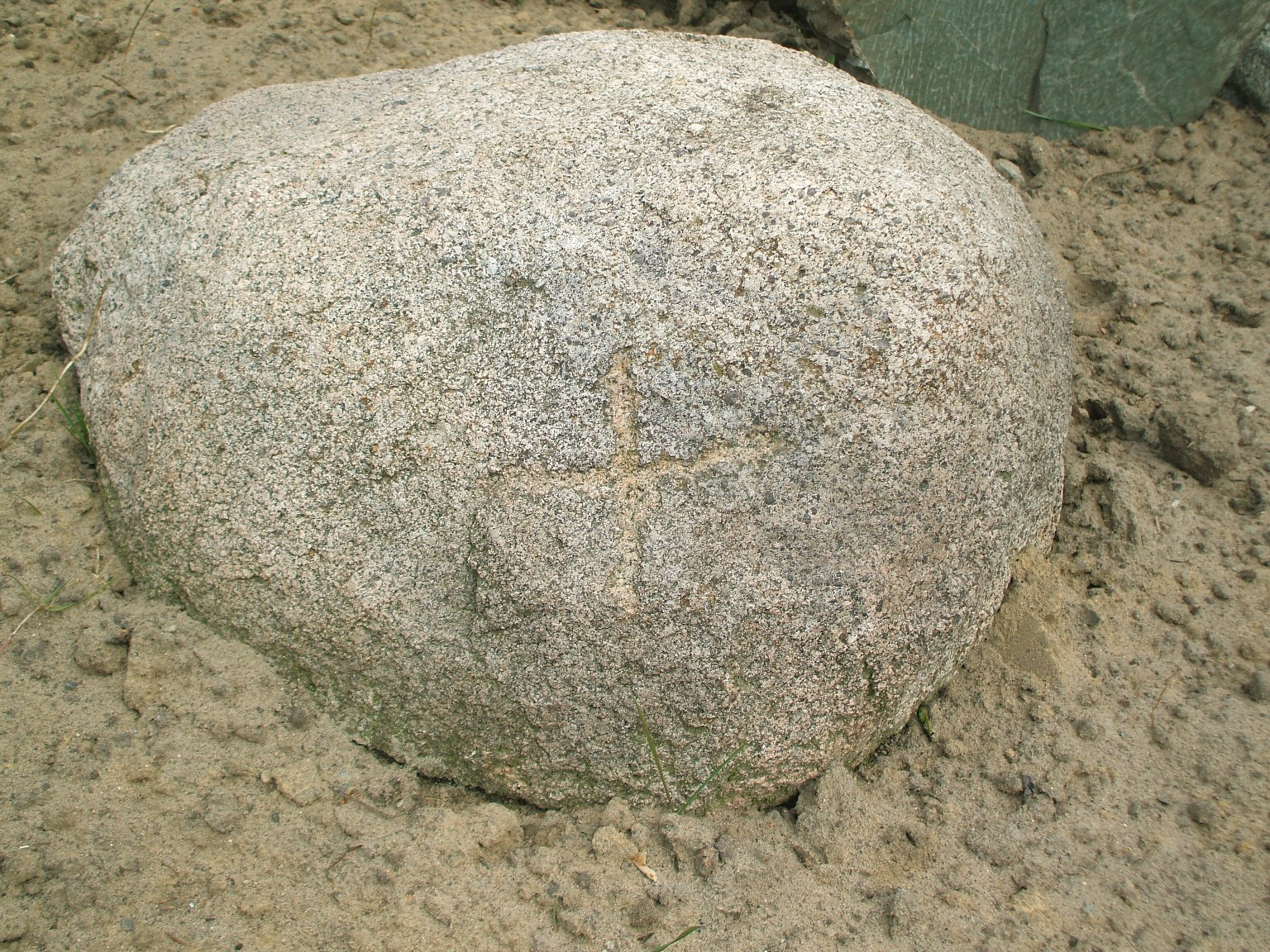
Королевослободский камень с крестом, XVII век
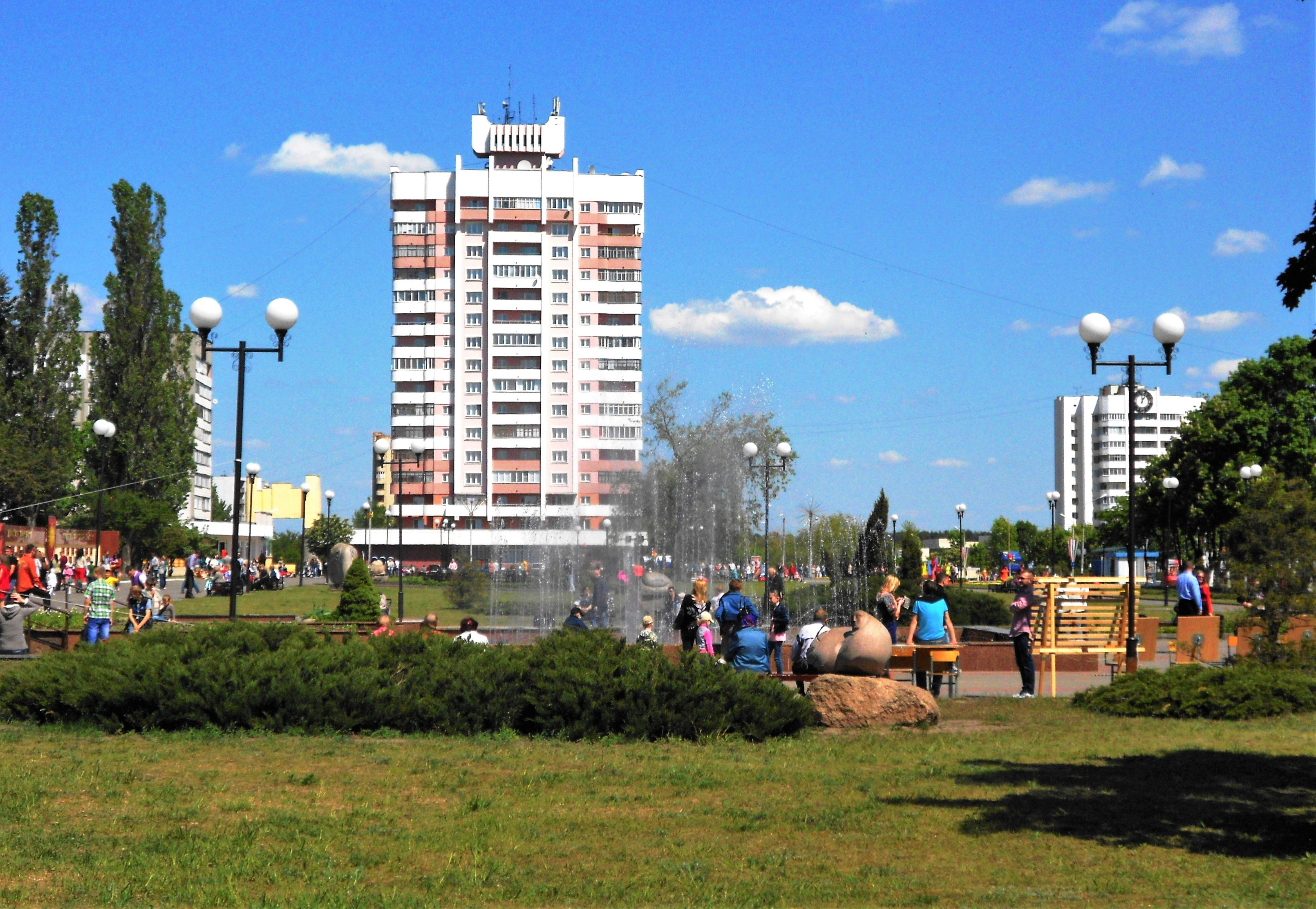
В центре Светлогорска
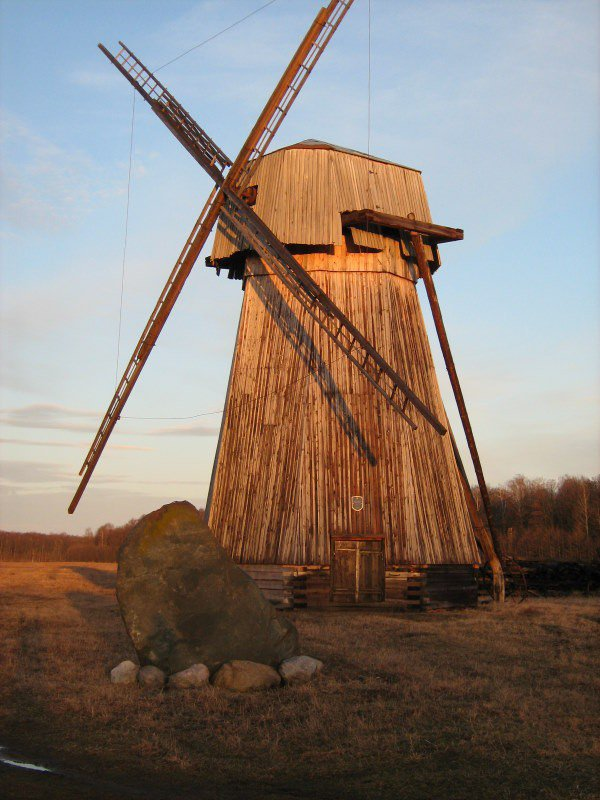
Деревянная ветряная мельница в Миколин Остров (XIX в.)
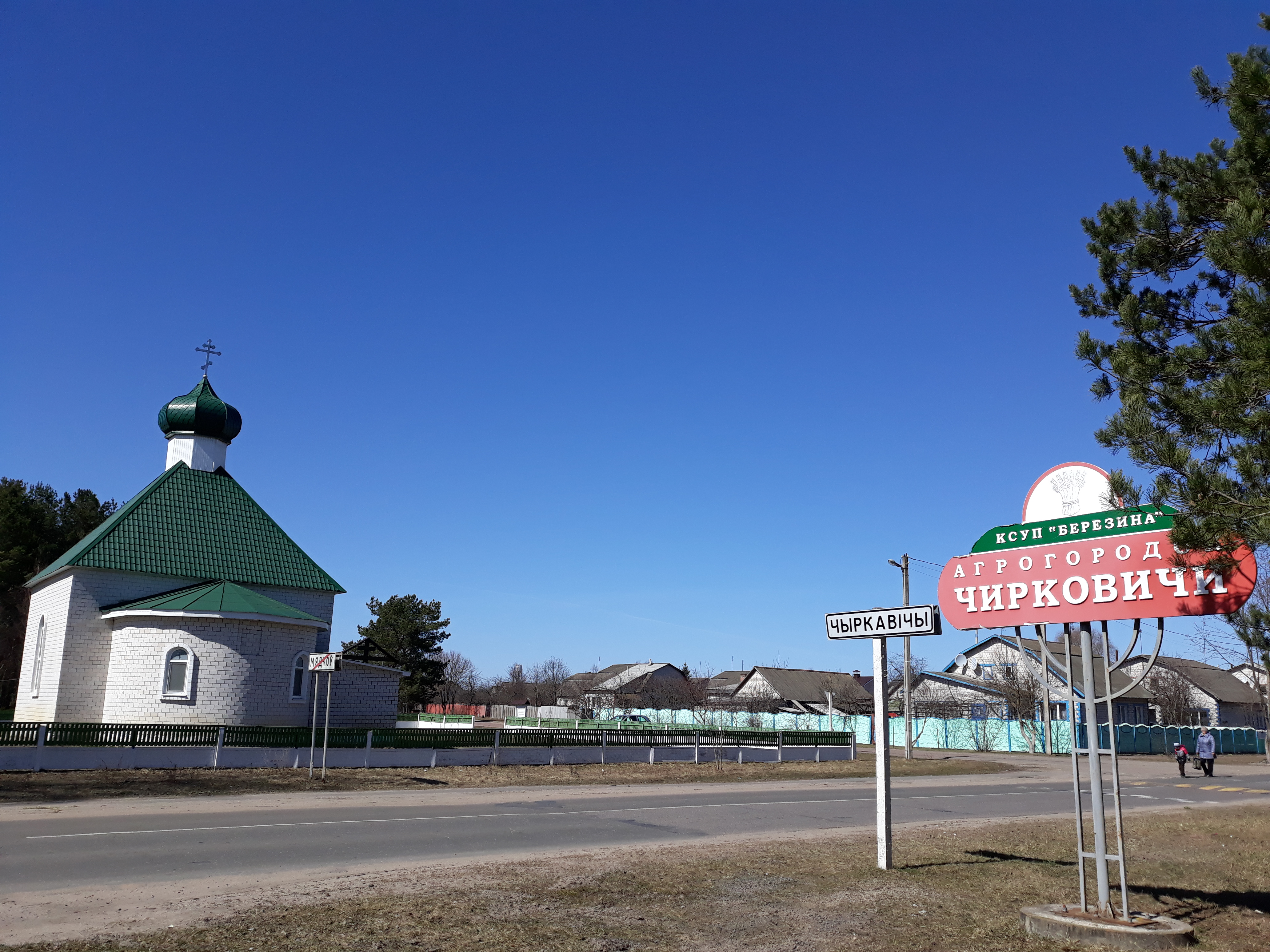
Церковь в Чирковичи
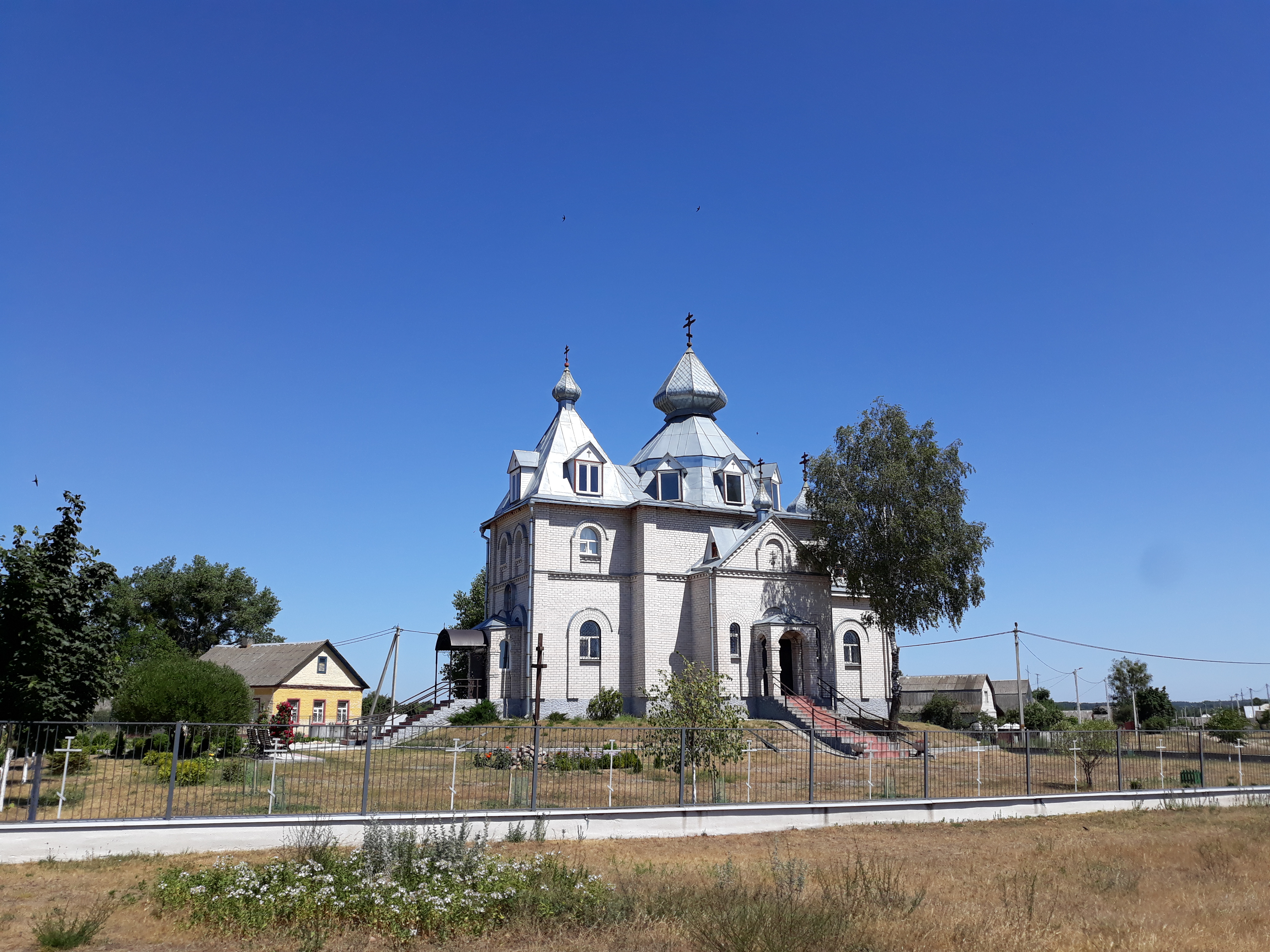
Храм Успения Пресвятой Богородицы в Узнаж

## СМИ
Издаётся газета «Светлагорскiя навiны».
Функционируют Интернет-порталы — «Светлагорскiя навiны», lovesun.by.